# NBA Finals 2009
Die NBA Finals der Saison 2008/09 in der nordamerikanischen Basketball-Profiliga NBA wurden ab dem 4. Juni zwischen den Orlando Magic (Sieger der Eastern Conference) und den Los Angeles Lakers (Sieger der Western Conference) ausgetragen. Wie die gesamten Play-Offs wurde auch die letzte Runde im Best-of-seven-Verfahren entschieden. In den USA wurden die Finals wieder unter der Kooperation ESPN on ABC übertragen. Die Lakers genossen aufgrund ihres besseren Ergebnisses in der regulären Saison Heimspielrecht. Mit 4:1 Spielen entschied Los Angeles die Serie für sich. 

## Vor den Finals
| Los Angeles Lakers (Western Conference Champion) | Los Angeles Lakers (Western Conference Champion) | Orlando Magic (Eastern Conference Champion) | Orlando Magic (Eastern Conference Champion)   |
| ------------------------------------------------ | ------------------------------------------------ | ------------------------------------------- | --------------------------------------------- |
| 65–17 (.793) 1. Pacific, 1. West, 2. gesamt      | Regular season                                   | Regular season                              | 59–23 (.720) 1. Southeast, 3. East, 4. gesamt |
| Besiegten die (8) Utah Jazz, 4–1                 | Erste Runde                                      | Erste Runde                                 | Besiegten die (6) Philadelphia 76ers, 4–2     |
| Besiegten die (5) Houston Rockets, 4–3           | Conference Semifinals                            | Conference Semifinals                       | Besiegten die (2) Boston Celtics, 4–3         |
| Besiegten die (2) Denver Nuggets, 4–2            | Conference Finals                                | Conference Finals                           | Besiegten die (1) Cleveland Cavaliers, 4–2    |

## Spielplan

### Gesamtübersicht
| Team               | Spiel | Spiel | Spiel | Spiel | Spiel | Siege |
| Team               | 1     | 2     | 3     | 4     | 5     | Siege |
| ------------------ | ----- | ----- | ----- | ----- | ----- | ----- |
| Los Angeles Lakers | 100   | 101   | 104   | 99    | 99    | 4     |
| Orlando Magic      | 75    | 96    | 108   | 91    | 86    | 1     |

### Spiel 1
| 4. Juni 21:00 Uhr (EST) |                                                                                | Orlando Magic 75, Los Angeles Lakers 100 | Orlando Magic 75, Los Angeles Lakers 100                              | Orlando Magic 75, Los Angeles Lakers 100 | Staples Center, Los Angeles Zuschauer: 18.997 Schiedsrichter: Ken Mauer, Dan Crawford, Joe DeRosa | ABC |
| 4. Juni 21:00 Uhr (EST) | Punkte pro Viertel: 24–22, 19–31, 15–29, 17–18                                 |                                          |                                                                       |                                          | Staples Center, Los Angeles Zuschauer: 18.997 Schiedsrichter: Ken Mauer, Dan Crawford, Joe DeRosa | ABC |
| 4. Juni 21:00 Uhr (EST) | Punkte: Mickaël Piétrus 14 Rebounds: Dwight Howard 15 Assists: Jameer Nelson 4 |                                          | Punkte: Kobe Bryant 40 Rebounds: Lamar Odom 14 Assists: Kobe Bryant 8 |                                          | Staples Center, Los Angeles Zuschauer: 18.997 Schiedsrichter: Ken Mauer, Dan Crawford, Joe DeRosa | ABC |
| 4. Juni 21:00 Uhr (EST) |                                                                                |                                          |                                                                       |                                          | Staples Center, Los Angeles Zuschauer: 18.997 Schiedsrichter: Ken Mauer, Dan Crawford, Joe DeRosa | ABC |

Im Staples Center (Los Angeles) fuhr der Vorjahresfinalist einen 100:75-Sieg ein. Zum Sieg der Lakers trug Kobe Bryant mit 40 Punkten sowie jeweils acht Rebounds und Assists bei. Dwight Howard hingegen kam lediglich auf zwölf Punkte und 15 Rebounds. Bester Werfer bei den Magic war Ersatz-Guard Mickaël Piétrus mit 14 Punkten. Insgesamt kam Orlando auf eine Trefferquote aus dem Feld von 30 Prozent. Howard meinte dazu: „So schlecht haben wir noch nie geworfen … Wir müssen uns deutlich steigern“.

### Spiel 2
| 7. Juni 20.00 Uhr (EST) |                                                                              | Orlando Magic 96, Los Angeles Lakers 101 | Orlando Magic 96, Los Angeles Lakers 101                             | Orlando Magic 96, Los Angeles Lakers 101 | Staples Center, Los Angeles Zuschauer: 18.997 Schiedsrichter: Steve Javie, Tom Washington, Monty McCutchen | ABC |
| 7. Juni 20.00 Uhr (EST) | Punkte pro Viertel: 15-15, 20–25, 30–23, 23–25. Overtime/s: 8–13             |                                          |                                                                      |                                          | Staples Center, Los Angeles Zuschauer: 18.997 Schiedsrichter: Steve Javie, Tom Washington, Monty McCutchen | ABC |
| 7. Juni 20.00 Uhr (EST) | Punkte: Rashard Lewis 34 Rebounds: Dwight Howard 16 Assists: Rashard Lewis 7 |                                          | Punkte: Kobe Bryant 29 Rebounds: Pau Gasol 10 Assists: Kobe Bryant 8 |                                          | Staples Center, Los Angeles Zuschauer: 18.997 Schiedsrichter: Steve Javie, Tom Washington, Monty McCutchen | ABC |
| 7. Juni 20.00 Uhr (EST) |                                                                              |                                          |                                                                      |                                          | Staples Center, Los Angeles Zuschauer: 18.997 Schiedsrichter: Steve Javie, Tom Washington, Monty McCutchen | ABC |

Beim Spielstand von 88:88 scheiterte Magic-Guard Courtney Lee (zwei Punkte), nach einem Pass von Hedo Türkoğlu, der zuvor Kobe Bryant geblockt hatte, aus kürzester Distanz bei einem Alley oop. Am Ende verlor das Team 96:101 in der Verlängerung. „Wir haben es verpatzt, mehr fällt mir dazu nicht ein“, so Orlando-Coach Stan Van Gundy. Für Lakers-Coach Phil Jackson rief der knappe Sieg ein „Gefühl der Erleichterung“ hervor. Bester Werfer der Lakers war Kobe Bryant mit 29 Punkten. Dahinter folgte Pau Gasol mit 24 Punkten und zehn Rebounds. Bei Orlando war Rashard Lewis mit 34 Punkte und elf Rebounds am erfolgreichsten. Dwight Howard erzielte 17 Punkte und holte 16 Rebounds.

### Spiel 3
| 9. Juni 21:00 Uhr (EST) |                                                                        | Los Angeles Lakers 104, Orlando Magic 108 | Los Angeles Lakers 104, Orlando Magic 108                                             | Los Angeles Lakers 104, Orlando Magic 108 | Amway Arena, Orlando, Florida Zuschauer: 17.461 Schiedsrichter: Joe Crawford, Derrick Stafford, Mark Wunderlich | ABC |
| 9. Juni 21:00 Uhr (EST) | Punkte pro Viertel: 31–27, 23–32, 21–22, 29–27                         |                                           |                                                                                       |                                           | Amway Arena, Orlando, Florida Zuschauer: 17.461 Schiedsrichter: Joe Crawford, Derrick Stafford, Mark Wunderlich | ABC |
| 9. Juni 21:00 Uhr (EST) | Punkte: Kobe Bryant 31 Rebounds: Trevor Ariza 7 Assists: Kobe Bryant 8 |                                           | Punkte: Howard & Lewis jeweils 21 Rebounds: Dwight Howard 14 Assists: Hedo Türkoğlu 7 |                                           | Amway Arena, Orlando, Florida Zuschauer: 17.461 Schiedsrichter: Joe Crawford, Derrick Stafford, Mark Wunderlich | ABC |
| 9. Juni 21:00 Uhr (EST) |                                                                        |                                           |                                                                                       |                                           | Amway Arena, Orlando, Florida Zuschauer: 17.461 Schiedsrichter: Joe Crawford, Derrick Stafford, Mark Wunderlich | ABC |

Dwight Howard und Rashard Lewis erzielten jeweils 21 Punkte für Orlando, Kobe Bryant war mit 31 Punkten erfolgreichster Werfer der Lakers. Pau Gasol kam auf 23 Punkte.

### Spiel 4
| 11. Juni 21:00 Uhr (EST) |                                                                      | Los Angeles Lakers 99, Orlando Magic 91 | Los Angeles Lakers 99, Orlando Magic 91                                      | Los Angeles Lakers 99, Orlando Magic 91 | Amway Arena, Orlando, Florida Zuschauer: 17.461 Schiedsrichter: Bennett Salvatore, Mike Callahan, Scott Foster | ABC |
| 11. Juni 21:00 Uhr (EST) | Punkte pro Viertel: 20-24, 17–25, 30–14, 20–24. Overtime/s: 12-4     |                                         |                                                                              |                                         | Amway Arena, Orlando, Florida Zuschauer: 17.461 Schiedsrichter: Bennett Salvatore, Mike Callahan, Scott Foster | ABC |
| 11. Juni 21:00 Uhr (EST) | Punkte: Kobe Bryant 32 Rebounds: Pau Gasol 10 Assists: Kobe Bryant 8 |                                         | Punkte: Hedo Türkoğlu 25 Rebounds: Dwight Howard 21 Assists: Rashard Lewis 4 |                                         | Amway Arena, Orlando, Florida Zuschauer: 17.461 Schiedsrichter: Bennett Salvatore, Mike Callahan, Scott Foster | ABC |
| 11. Juni 21:00 Uhr (EST) | Los Angeles führt 3:1                                                |                                         |                                                                              |                                         | Amway Arena, Orlando, Florida Zuschauer: 17.461 Schiedsrichter: Bennett Salvatore, Mike Callahan, Scott Foster | ABC |

Die Magic hatten sich 1:34 Minuten vor Ende der regulären Spielzeit einen Fünf-Punkte-Vorsprung herausgespielt. Eine Minute darauf verkürzte Pau Gasol zum 84:87 für Los Angeles, und 4,6 Sekunden vor Schluss traf Derek Fisher zum 87:87 und brachte die Lakers damit in die Verlängerung. Bei seinen fünf Versuchen im Laufe des Abends hatte er zuvor keinen einzigen Dreier erzielt. Mit einem weiteren Dreier brachte er die Gäste 31 Sekunden vor Spielende in Führung. Gasol und Trevor Ariza kamen für die Lakers jeweils auf 16 Zähler, Fisher insgesamt auf zwölf Punkte. Hedo Turkoglu erzielte 25 Punkte für Orlando. Dwight Howard beendete das Spiel mit 16 Zählern und 9 Blocks (Finals-Rekord), vergab aber auch acht Freiwürfe.

### Spiel 5
| 14. Juni 20:00 Uhr (EST) |                                                                      | Los Angeles Lakers 99, Orlando Magic 86 | Los Angeles Lakers 99, Orlando Magic 86                                                                      | Los Angeles Lakers 99, Orlando Magic 86 | Amway Arena, Orlando, Florida Zuschauer: 17.461 Schiedsrichter: Dan Crawford, Joe DeRosa, Ken Mauer | ABC |
| 14. Juni 20:00 Uhr (EST) | Punkte pro Viertel: 26-28, 30-18, 20-15, 23-25                       |                                         | |                                         | Amway Arena, Orlando, Florida Zuschauer: 17.461 Schiedsrichter: Dan Crawford, Joe DeRosa, Ken Mauer | ABC |
| 14. Juni 20:00 Uhr (EST) | Punkte: Kobe Bryant 30 Rebounds: Pau Gasol 15 Assists: Kobe Bryant 5 |                                         | Punkte: Rashard Lewis 18 Rebounds: Dwight Howard & Rashard Lewis 10 Assists: Rashard Lewis & Jameer Nelson 4 |                                         | Amway Arena, Orlando, Florida Zuschauer: 17.461 Schiedsrichter: Dan Crawford, Joe DeRosa, Ken Mauer | ABC |
| 14. Juni 20:00 Uhr (EST) | Los Angeles gewinnt 4:1                                              |                                         | |                                         | Amway Arena, Orlando, Florida Zuschauer: 17.461 Schiedsrichter: Dan Crawford, Joe DeRosa, Ken Mauer | ABC |

Mit Spiel 5 sicherten sich die Los Angeles Lakers den NBA-Titel zum ersten Mal seit 2002 und insgesamt zum 15. Mal.

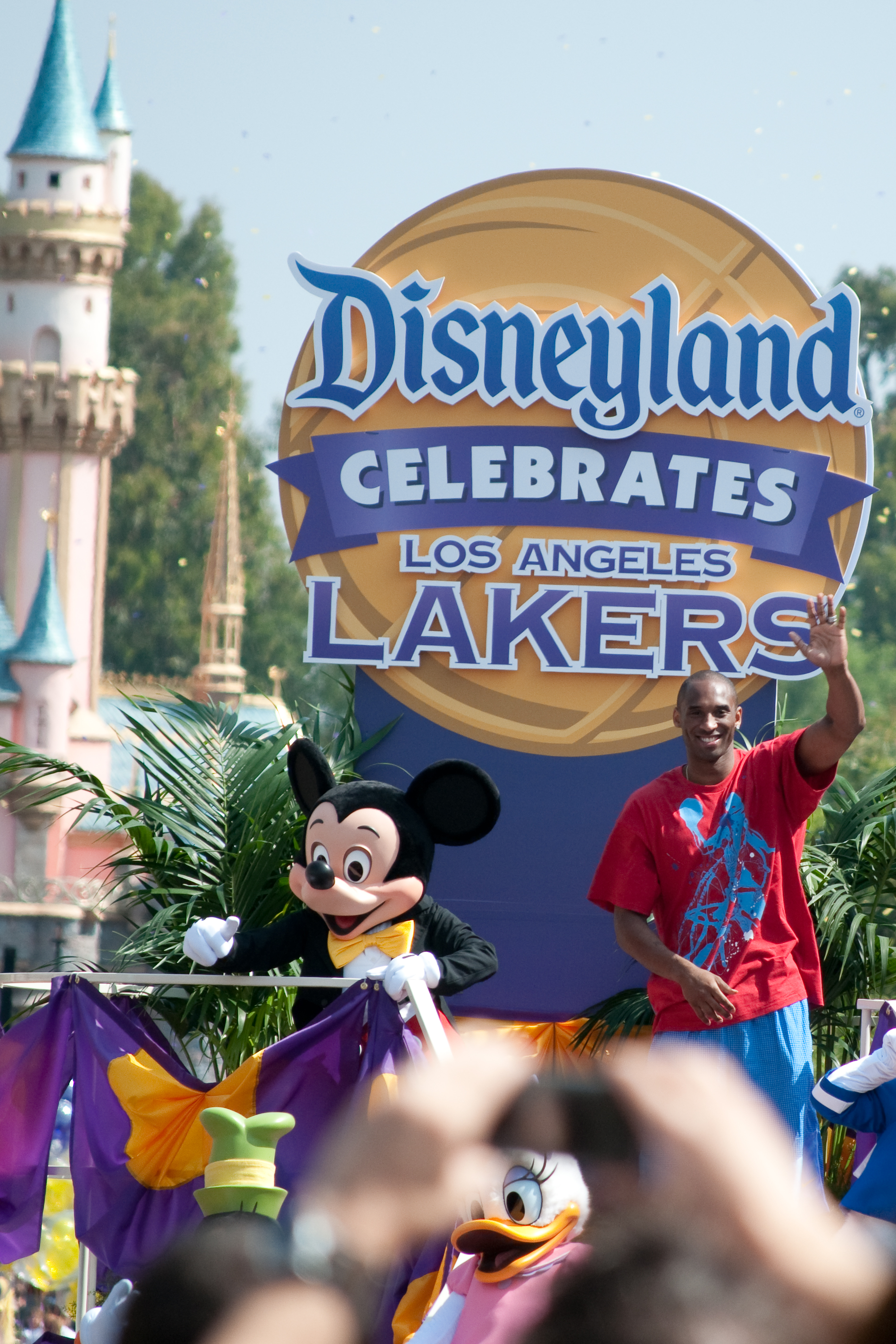
Kobe Bryant feiert die Meisterschaft im Disney-Land der kalifornischen Stadt Anaheim.

## Auszeichnungen und Statistik
- 2009 NBA Champion: Los Angeles Lakers
- Finals MVP: Kobe Bryant

| Kategorie | Bestleistung                                      | Bestleistung | Durchschnitt       | Durchschnitt       | Durchschnitt  | Durchschnitt  |
| Kategorie | Bestleistung                                      | Bestleistung | Los Angeles Lakers | Los Angeles Lakers | Orlando Magic | Orlando Magic |
| Kategorie | Spieler                                           | Gesamt       | Spieler            | Durchschnitt       | Spieler       | Durchschnitt  |
| --------- | ------------------------------------------------- | ------------ | ------------------ | ------------------ | ------------- | ------------- |
| Punkte    | Kobe Bryant                                       | 40           | Kobe Bryant        | 32,4               | Hedo Türkoğlu | 18,0          |
| Rebounds  | Dwight Howard                                     | 21 (OT) 15   | Pau Gasol          | 9,2                | Dwight Howard | 15,2          |
| Assists   | Kobe Bryant                                       | 8            | Kobe Bryant        | 7,4                | Rashard Lewis | 4,0           |
| Steals    | Dwight Howard Mickaël Piétrus                     | 4 (OT) 3     | Trevor Ariza       | 1,8                | Dwight Howard | 1,6           |
| Blocks    | Dwight Howard Marcin Gortat Kobe Bryant Pau Gasol | 9 (OT) 4     | Pau Gasol          | 1,8                | Dwight Howard | 4,0           |